# Japonés okinawense
El Japonés Okinawense (ウチナーヤマトゥグチ uchinaa yamatuguchi) es el  Dialecto del Japonés hablado en la Islas Ryūkyū, este se ha influenciado por las lenguas Ryukyuenses y también tiene algunas palabras provenientes del Inglés americano. [cita requerida]

## Diferencias con el Japonés estándar
En el Japonés estándar, todo lo que termine en e y le siga una i suena ee, en este dialecto suena ei. 
El modo imperativo de los verbos ichidan (verbos terminados en -eru o -iru) es ro como en  見ろ (miro), pero en este dialecto es re como en 見れ (mire). En este dialecto, 歩く(aruku) que significa caminar en japonés estándar, tiene el significado de trabajar; 殺す (korosu) en este dialecto significa golpear mientras que en el dialecto estándar significa asesinar.